# Ducati Motor Holding S.p.A.
 (juin 2016).
Si vous disposez d'ouvrages ou d'articles de référence ou si vous connaissez des sites web de qualité traitant du thème abordé ici, merci de compléter l'article en donnant les références utiles à sa vérifiabilité et en les liant à la section « Notes et références ».
 (juin 2016).
Ducati Motor Holding S.p.A. est un constructeur italien de moto basé à Bologne, en Émilie-Romagne. Le 19 avril 2012, le constructeur automobile allemand Audi, filiale du Groupe Volkswagen, annonce avoir racheté Ducati.
Ducati est réputé pour ses moteurs bicylindres en « V » à 90° (ou en « L ») et sa distribution desmodromique. Sa notoriété s'est notamment construite après de multiples victoires en compétition moto (Grand-Prix et Endurance).

## Historique
Originaire de la Sardaigne, la famille Ducati fait appel à des investisseurs et fonde en 1926 à Bologne la « Società Scientifica Radio Brevetti Ducati », dont l'objectif est la production de condensateurs électriques et de composants pour l'amélioration de la transmission par radio.
À partir de cette date, la société Ducati ne cesse de croître et de diversifier ses activités, produisant des machines à calculer, des appareils photo et des radios.

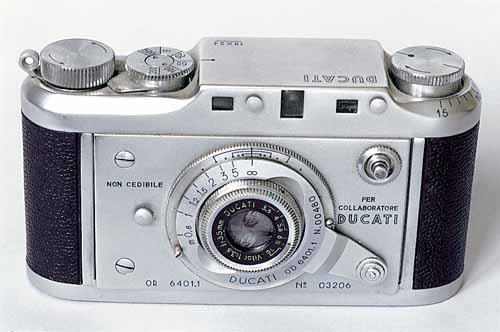
Appareil photo Ducati.

Au cours de la Seconde Guerre mondiale, en 1943, l'usine de Borgo Panigale, située dans la banlieue industrielle de Bologne, est envahie par l'armée allemande. Elle est détruite en 1944 par les bombardements alliés.

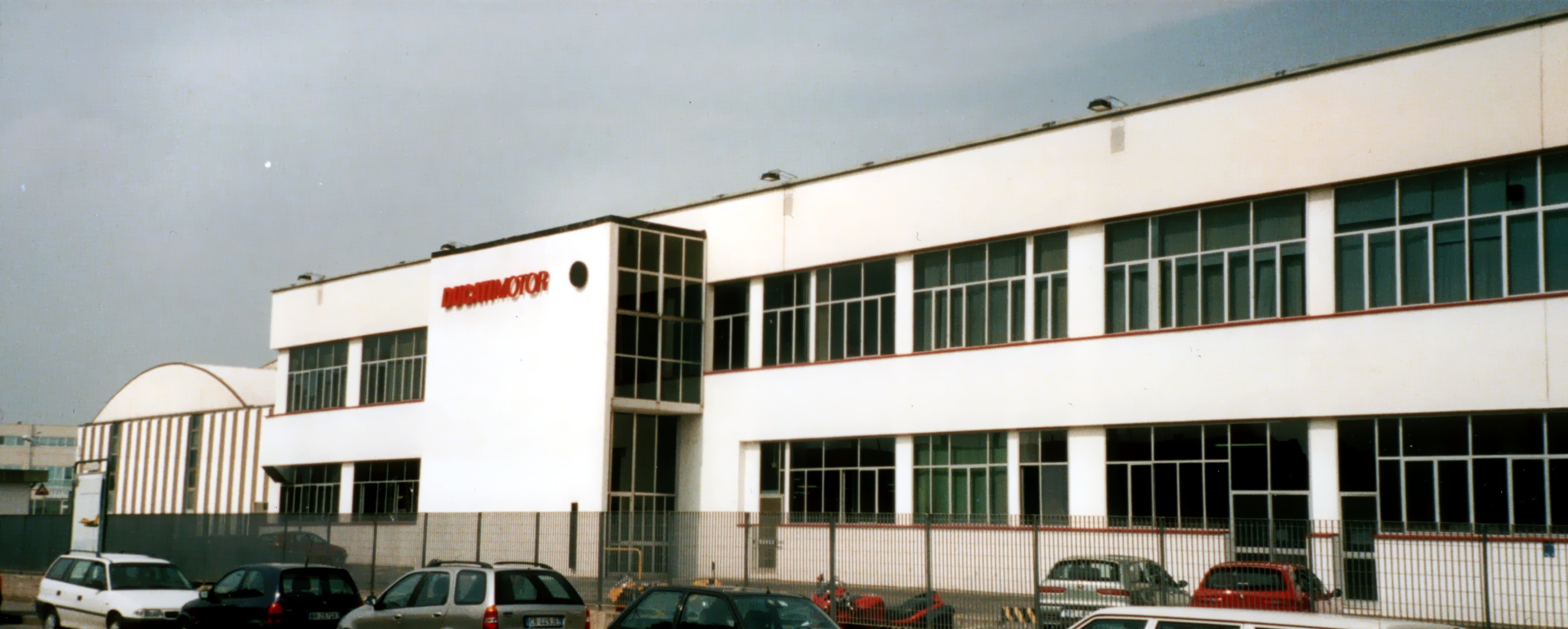
L'usine Ducati.

Les frères Ducati relancent néanmoins leur activité industrielle commençant à produire, à partir de 1946 un moteur auxiliaire, le Cucciolo, destiné à s'adapter sur le cadre de bicyclettes, dont ils avaient racheté la licence à la Siata. L'engin ne rencontre pas le succès attendu et la situation financière de la famille Ducati se détériore. L'entreprise nécessite l'aide de l'État sous contrôle d'un syndic, mais la société est finalement déclarée en faillite en 1949. Les frères Ducati quittent l'entreprise qui reste sous contrôle de l'État italien jusqu'en 1983, date du rachat par les frères Castiglioni, propriétaires de Cagiva.
En 1996, le groupe Cagiva est à son tour en proie à de graves soucis financiers et décide de se séparer de Ducati, racheté par le fonds d'investissement américain Texas Pacific Group. En 2006, le fonds d'investissement italien InvestIndustrial rachète 100 % des parts de Ducati. À la suite de cela la marque redevient italienne.
En 2012, Audi rachète les parts de Ducati à InvestIndustrial pour une somme évaluée à 860 millions d'euros. En avril 2017, des rumeurs à propos d'une revente de la marque à une entreprise asiatique apparaissent, mais ne se concrétisent pas,.

## Production

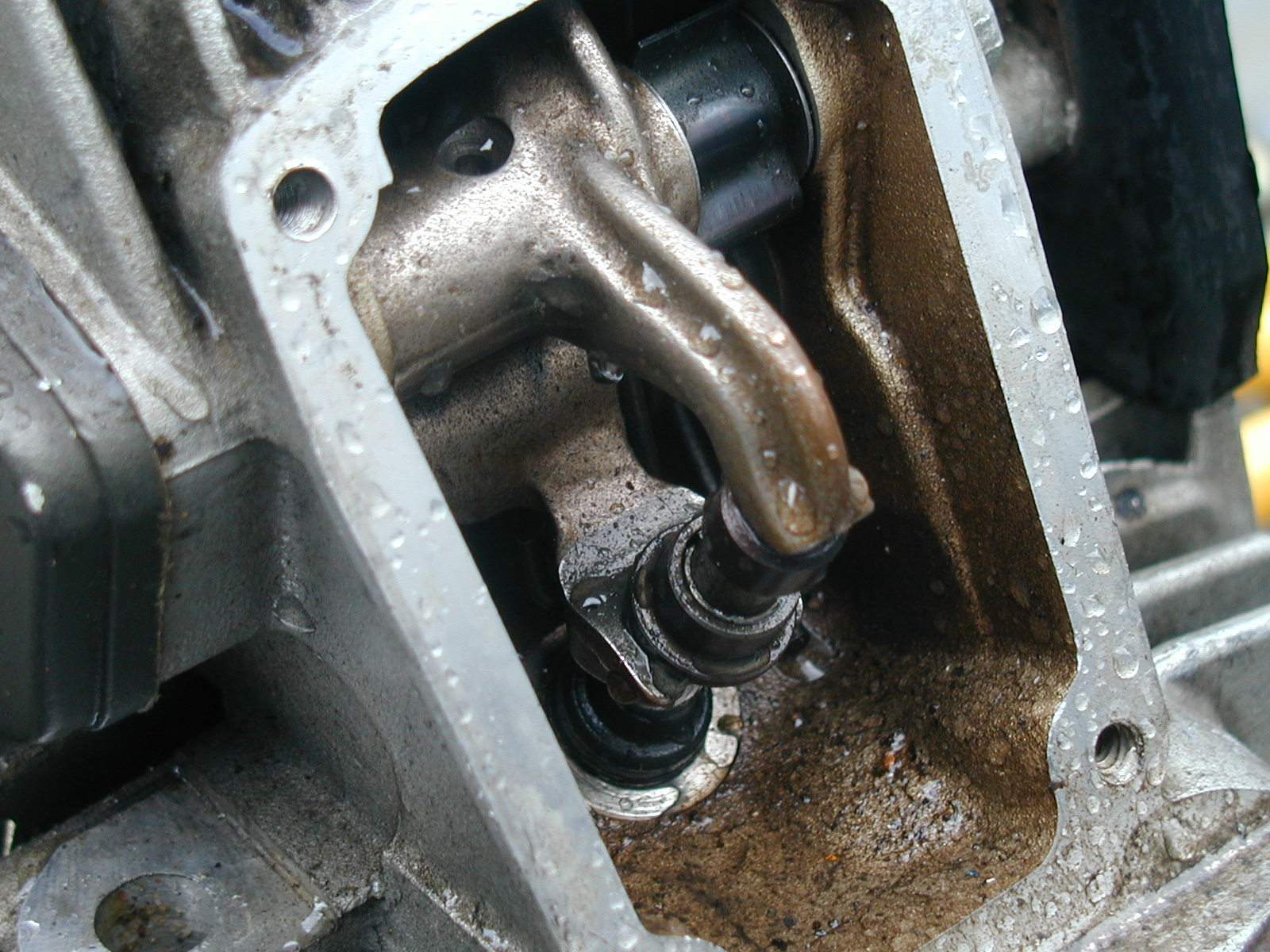
Gros plan sur la distribution desmodromique.

À partir de 1949, la production se cantonne à des machines utilitaires avec des cylindrées inférieures à 100 cm3 pour cyclomoteurs et scooters. En 1954, avec l'arrivée de Fabio Taglioni, les modèles Ducati prennent une orientation sportive, avec des cylindrés plus importantes, la production de série reste néanmoins classique,.
En 1963, le prototype Apollo est créé sous l'impulsion des frères Berliner, importateurs de la marque aux États-Unis qui sont désireux de pouvoir répondre à un appel d'offres de la police. Il s'agit d'une moto de 270 kg, dotée d'un moteur V4 à 90° de 1 270 cm3. Son poids combiné à l'absence de pneus en mesure d'encaisser sa puissance de 80 ch font avorter le projet. Seuls deux exemplaires sont fabriqués, dont un seul a subsisté à l'histoire et est exposé au musée Ducati.

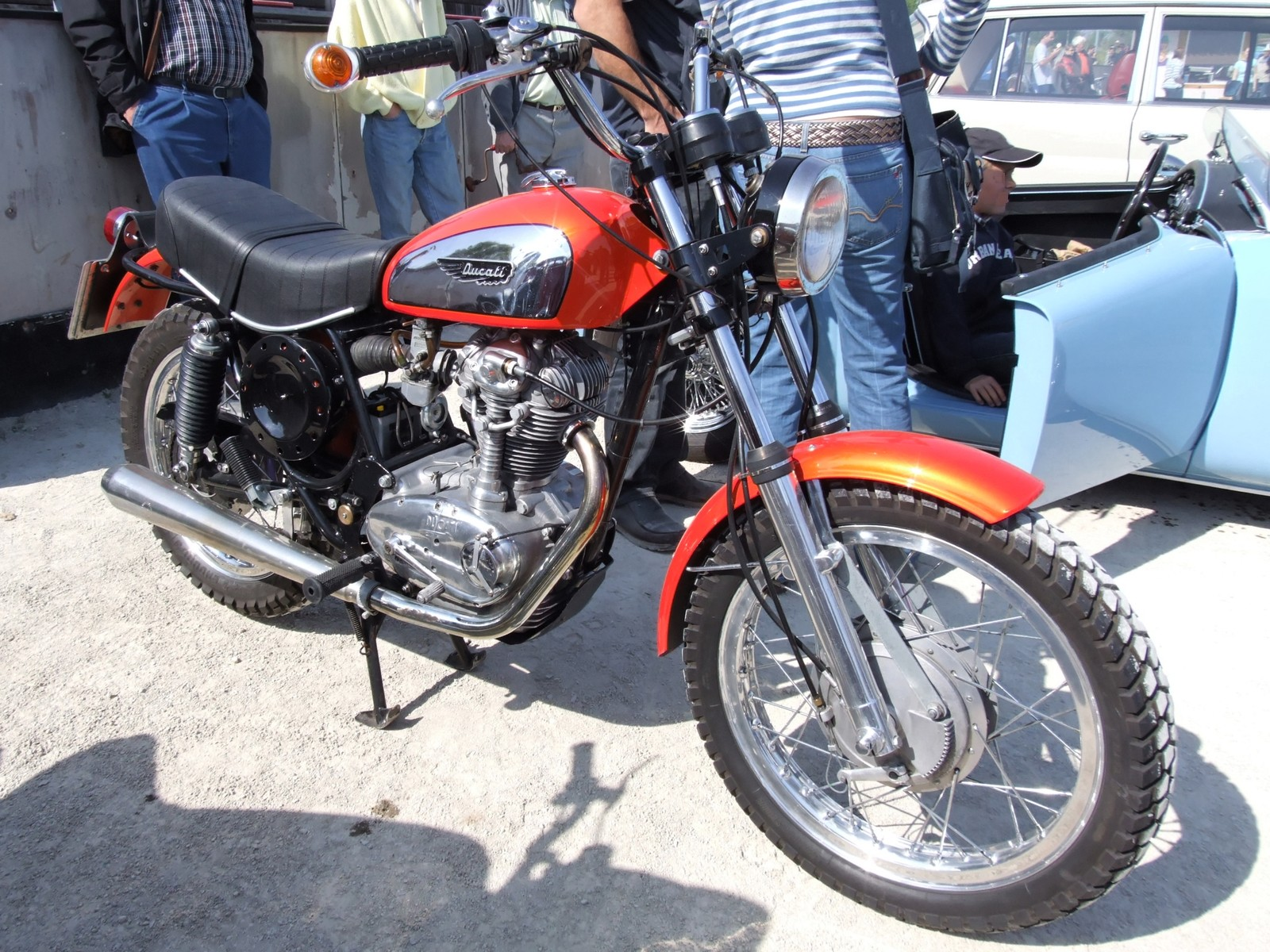
350 Scrambler.

En 1964, l'usine se concentre de nouveau sur des monocylindres, sans jamais oublier la performance, qui va croître en même temps que la cylindrée ; 250, 350 et 450 cm3. Prônant la diversification de sa production tout en conservant, pour des raisons de rentabilité, les mêmes bases moteur, Ducati lance la série des Scrambler, engins prisés aux États-Unis.
En 1968, Ducati dote l'ensemble de sa gamme de motos d'un cadre renforcé (avec gousset) et élargi, pour y insérer les nouveaux moteurs dits « carters larges » dotés de nouveaux roulements et élargis.
En 1970 apparaissent les dernières évolutions des monocylindres Ducati Desmo, équipées façon « racing » avec des habillages en polyester de couleur gris pailleté Metal Flake, un compte-tours blanc Veglia Borletti, d'un double frein tambour à l'avant, à simple came Grimeca, de selles monoplaces, des commandes reculées et des guidons « bracelets ». Ces modèles, nommés aux États-Unis « Silver Shotgun » et en Italie « Pallottola d'argento », sont plébiscités grâce à leur rapport prix/performance.
De 1972 à 1975, ces monocylindres Desmo arborent une couleur jaune or, un allumage électronique, un circuit en douze volts et un frein à disque à l'avant.
Durant cette période, les modèles Mark3 et Scrambler ne bénéficient que de légères modifications : réservoir de couleur bleu avec bande dorée (pour les mark3) et disque avant en option. À noter, la fabrication d'un moteur de 239 cm3 spécifiquement pour le marché français, a été réalisé afin de bénéficier d'une fiscalité réduite.
À la fin des années 1960, la moto connaît en Europe un regain d'intérêt qui entraîne l'apparition de motos de forte cylindrée. L'usine Ducati met en œuvre une moto dotée d’un bicylindre en « V » de 750 cm3, la 750 GT, qui connaît le succès. C'est aussi à cette époque qu'est lancé en série la « distribution desmodromique » qui consiste à utiliser un culbuteur au lieu d'un ressort pour la phase de rappel des soupapes (échappement et admission), le but étant une résistance accrue lors de hauts régimes moteur.
En 1975, Ducati met en production des bicylindres parallèles de 350 et 500 cm3 en différentes versions : GTL, GTV et Desmo dont la conception est confiée au carrossier Giugiaro. Les modèles ne sont pas très bien accueilli par le marché, malgré une refonte esthétique.

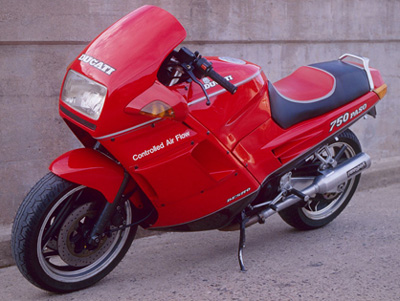
750 Paso.

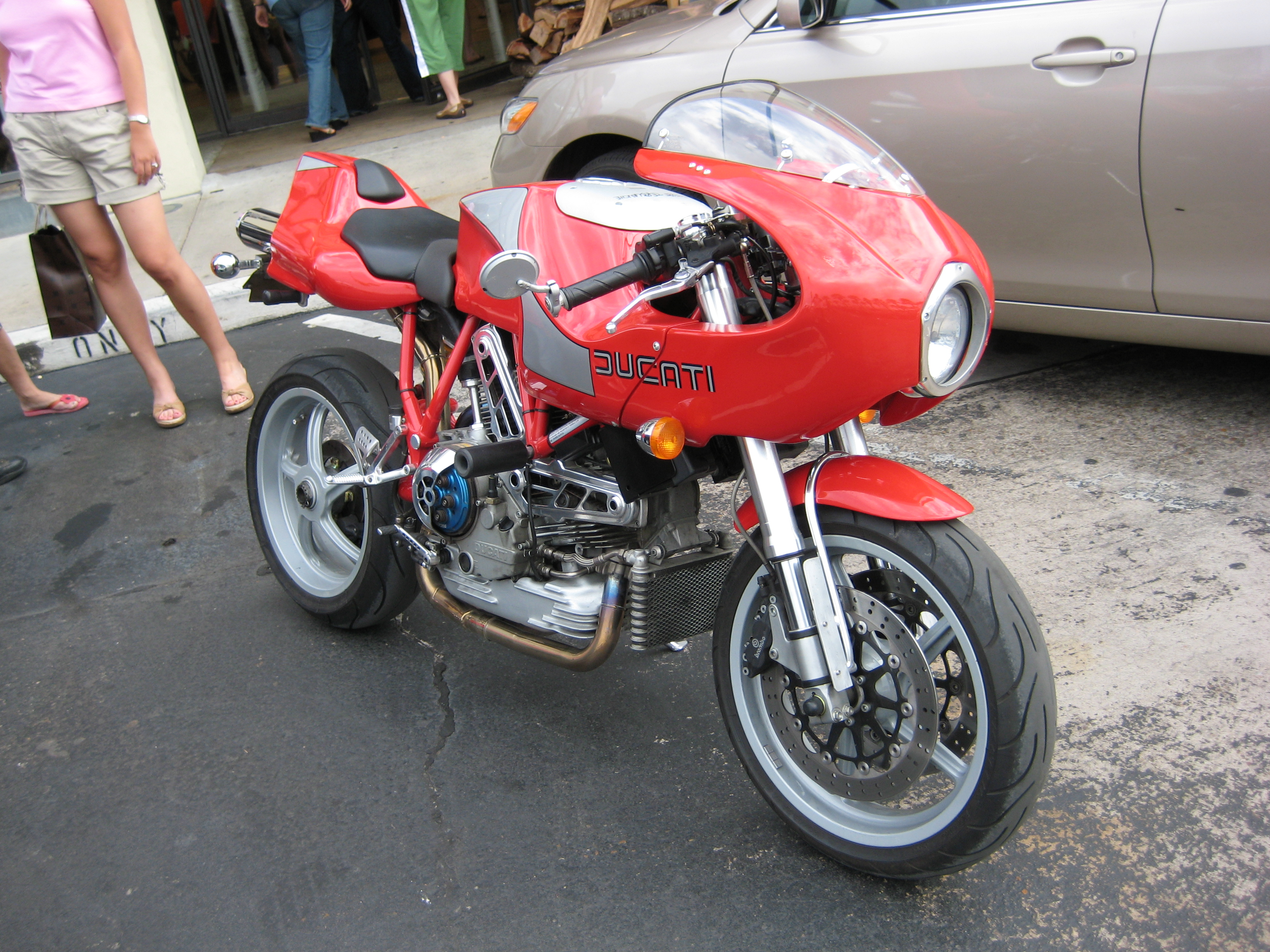
MH900e, hommage à Mike Hailwood.

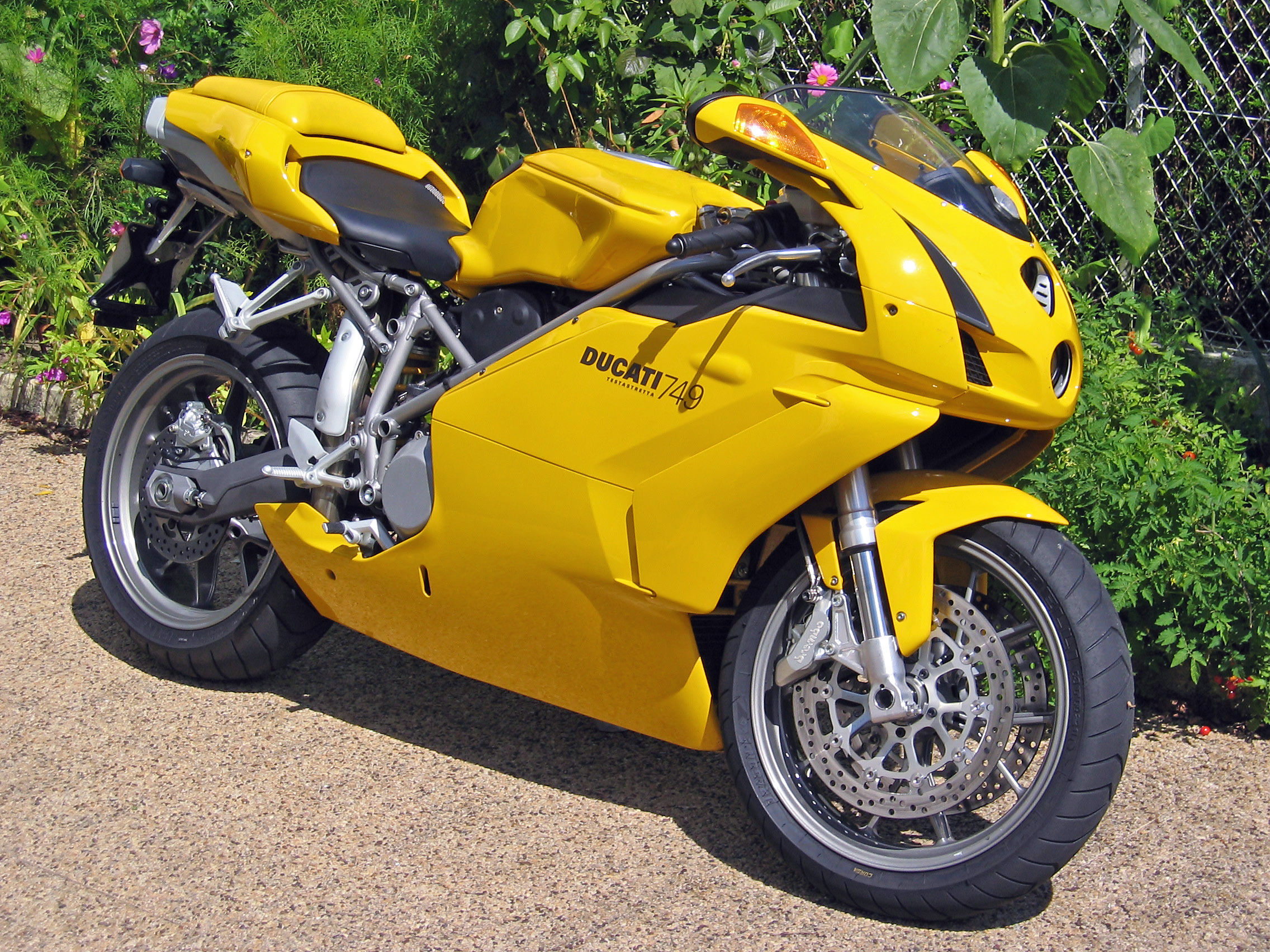
749 catégorie Superbike (modèle 2004).

À partir de 1975, la cylindrée des bicylindres en « V » augmente à 900 cm3 et donne naissance aux 900 SS, esthétiquement proches des motos de compétition ; puis aux MHR, en hommage à la victoire de Mike Hailwood au Tourist Trophy.
Ducati présente au Salon de Turin 1977 une 500 Pantah animée par un bicylindre en « V » qui n'a, en dehors de son architecture, aucun point commun avec ses aînés, puisque les arbres à cames sont entraînés par des courroies crantées. Ce moteur, dessiné par Fabio Taglioni, est encore utilisé en 1985, avec la 750 F1, sur la base moteur du 600 cm3 réalésé.
En 1986, les frères Castiglione prennent possession de l'usine et proposent un nouveau modèle dessiné par Massimo Tamburini, transfuge de Cagiva, la Paso, en mémoire de Renzo Pasolini. La Paso, sur une base de moteur Pantah, est la première moto de tourisme au moteur entièrement caréné. Elle est proposée initialement en 750 cm3, puis en 900 avec refroidissement liquide.
Ces mêmes bases de moteurs animent de nombreux modèles : 750, 900 et 1000 SS, Monster, ST2, etc.
Ces Pantah, bien qu'ils aient apporté nombre de victoires à Ducati en compétition, commencent à montrer leurs limites, motivant la mise en œuvre du Desmoquattro (en) (748, 916, 996), dessiné par Massimo Bordi. Un bicylindre en « V » à 90° aux ACT entraînés par courroie, dispose de quatre soupapes par cylindre, est refroidi par eau et l'alimentation est assurée par une injection électronique. Appelé « Testastretta » à partir du modèle 998 en raison de ses culasses moins volumineuses, il constitue une évolution importante par rapport aux versions précédentes et est monté sur tous les modèles de la famille Superbike, les 851 et 888, la 916 et ses évolutions (748, 996 et 998), les 749 et 999, ou la 1098 et sa petite sœur la 848.
En 2003, Ducati présente la Multistrada et se lance sur le marché des gros trails à vocation routière. Elle utilise le moteur de la 1000 SS. La version standard est rejointe en 2005 par une version « S », équipée de suspensions Öhlins. Pour 2007, le moteur bénéficie d'une augmentation de 4 mm de l'alésage, la cylindrée passant à 1 100 cm3.
Sur le stand du salon de Milan 2005, Ducati présente une moto dérivée de la Multistrada : l'Hypermotard qui est présentée à la presse en 2007. La moto reprend le bicylindre de 1 100 cm3 à deux soupapes par cylindre et est destinée au loisir.
Surfant sur la vague néo-rétro, Ducati présente en 2003 la nouvelle gamme SportClassic qui se compose d'abord de trois modèles : la Paul Smart, la Sport et la GT. Elles ont pour base mécanique une 1000 SS. Pour 2007, la 1000 Sport est complétée par deux déclinaisons : une version avec une place passager (biposto) et une version adoptant le carénage tête de fourche de la Paul Smart (S).

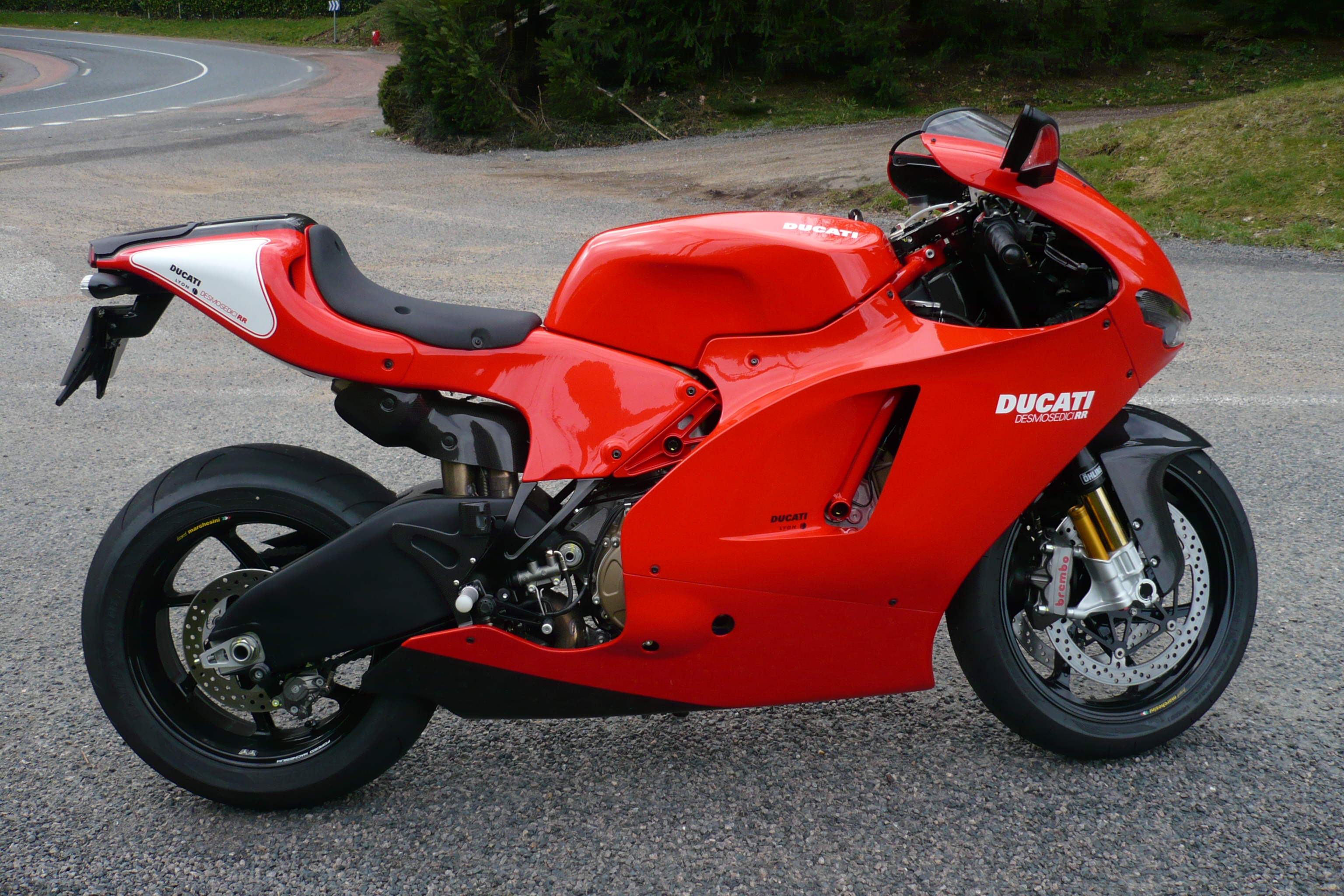
Desmosedici RR.

En 2004, Ducati annonce son intention de lancer la production de la Desmosedici RR - Racing Replica, adaptation à la route d'une machine de MotoGP, présentée en juin 2006 et mise en production en juillet 2007 pour 400 exemplaires. La production est portée à 1 500 exemplaires pour faire face à la demande au prix unitaire de vente de 55 000 €.
Fin 2006, la gamme Supersport, lancée en 1973, est supprimée, se concentrant sur la gamme SportClassic.
Jusqu'aux années 2010, la notoriété de Ducati repose sur des motos légères, le cadre treillis assurant la rigidité et la tenue de route, associé au bicylindre en V à 90° à distribution desmodromique.
Avec l'arrivée de la 1199 Panigale, Ducati abandonne certaines traditions avec l'utilisation d'un moteur porteur, embrayage à bain d'huile et distribution par chaîne.
En 2016, 55 000 motos sont vendues.

### Modèles

#### Gamme 2014
- Monster : 696, 796, 821, 821 Dark, 1200, 1200 S
- Hypermotard : 821, 821 SP, Hyperstrada
- Multistrada : 1200, 1200 S Touring, 1200 S Touring D|air, 1200 S Pikes Peak, 1200 S Granturismo
- Roadster : Diavel, Diavel Carbon
- Streetfighter : Streetfighter 848
- Hypersport : 899 Panigale, 1199 Panigale, 1199 Panigale S, 1199 Panigale S Tricolore, 1199 Panigale R, 1199 Superleggera
- Scrambler : Icon, Classic, Urban Enduro, Full Throttle

#### Nouveautés 2015
- Monster : 1200 R
- Hypersport : 1299 Panigale, 1299 Panigale S, Panigale R

#### Nouveautés 2016
- Scrambler : Flat Track, Sixty2
- Routière/Roadster/Supermotard : Hyperstrada 939
- Trail : Multistrada Enduro
- Hypermotard : Hypermotard 939, Hypermotard 939 SP
- Roadster : XDiavel, XDiavel S
- Hypersport : 959 Panigale

#### Nouveautés 2017
- Monster : Monster 1200/stripe, Monster 1200 S, Monster 821 Monster 821 stripe, Monster 797/797+
- Diavel : Diavel Diesel
- Multistrada : Multistrada 950
- SuperSport : SuperSport, SuperSport S
- Scrambler : Cafe Racer, Desert Sled
- Hypersport : 1299 Superleggera, 1299 Panigale R Final Edition

#### Nouveautés 2019
- Scrambler : Sixty2, Desert Sled, Cafe racer, Full Throttle, Classic, Street Classic, Mach 2.0, Icon, 1100, 1100 Special, 1100 Sport
- Diavel : Diavel, Diavel Carbon, Diavel Diesel, XDiavel, XDiavel S
- Hypermotard : Hypermotard 950, Hypermotard 950 SP
- Monster : 797, 797+, 821, 1200, 1200 S, 1200 R
- Multistrada : 950, 1260, 1260 S, 1260 Pikes Peak, 1200 Enduro, 1200 Enduro Pro
- Panigale : 959 Panigale Corse, 1299 Panigale Final Edition, Panigale V4, Panigale V4 S, Panigale V4 Speciale
- Supersport : Supersport, Supersport S

## Compétition

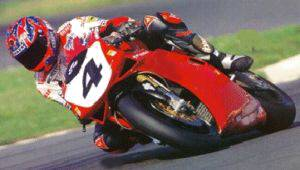
Carl Fogarty sur la 916.

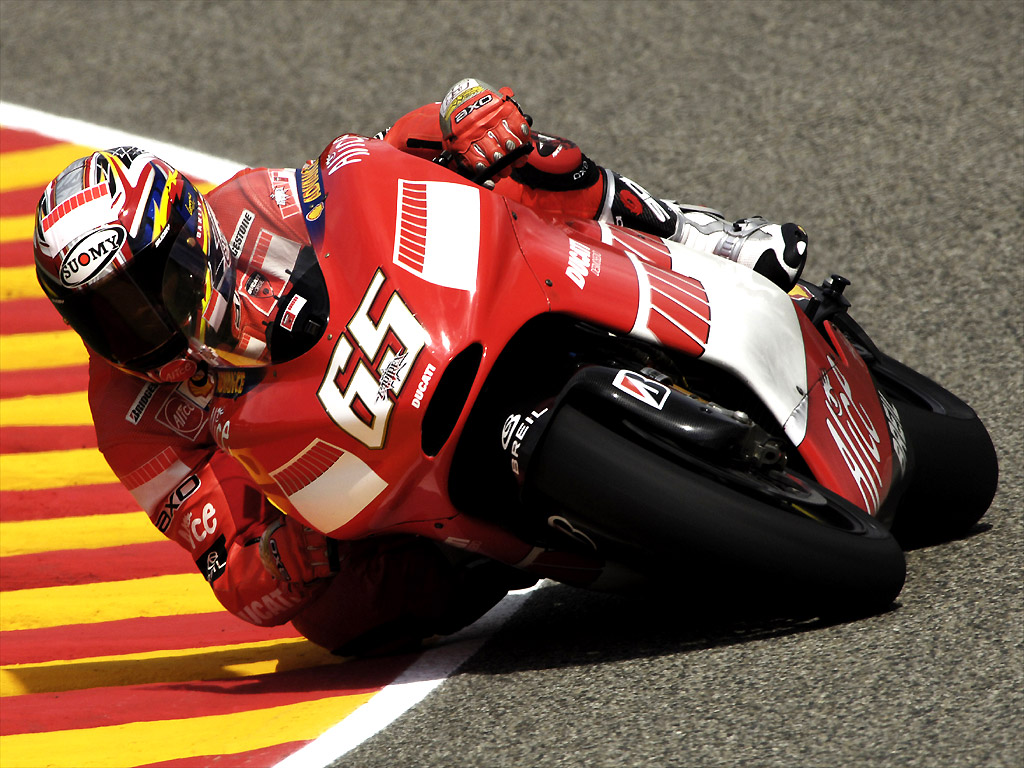
Loris Capirossi sur la Desmosedici en 2006.

Les premières Ducati engagées en compétition ne le furent pas en circuit, mais au Tour d'Italie où l'une d'entre elles, un 90 cm3 à arbre à cames en tête remporta sa catégorie en 1954 aux mains de Giovanni Degli Antoni.
C'est à partir de 1958 que Fabio Taglioni va commencer à mettre en œuvre ce qui deviendra la marque de fabrique de Ducati : la distribution desmodromique, avec un monocylindre double ACT de 200 cm3 puis un moteur doté de trois arbres à cames : deux pour l'ouverture des soupapes et un pour leur rappel. Ce type de moteur rendra Ducati quasiment invincible sur les circuits au cours de l'année 1958.
Cette technique est également utilisée en 1960 dans la conception d'un bicylindre de 250 cm3 destiné (et quasiment construit sur mesure pour lui) à un jeune pilote prometteur du nom de Mike Hailwood.
En 1971, l'apparition en production du bicylindre en « V » à 90° donne l'occasion à Ducati d'accéder à la compétition à un niveau qu'elle n'avait jamais connu avec, dans un premier temps, une 500 de Grand Prix que l'on ne vit qu'en de rares occasions, principalement aux mains du pilote britannique Phil Read.
Dès 1972, Ducati préféra se tourner vers la formule 750. Moto avec laquelle Paul Smart et Bruno Spaggiari termineront respectivement premier et deuxième des 200 Miles d'Imola.
C'est en 1978, après avoir délaissé la moto pour l'automobile, que Mike Hailwood, à l'instigation de l'importateur britannique, fait son retour sur deux-roues sur le Tourist Trophy. Mike Hailwood le remporte au guidon d'une Ducati bicylindre de 900 cm3.
L'usine italienne continue à enregistrer de nombreux succès en formule 600/TT2 et 750/TT1, avec des moteurs dérivés des Pantah, mais c'est avec l'apparition des moteurs Desmoquattro que commence la marche triomphale de Ducati en championnat mondial de Superbike, avec les titres pilotes de Raymond Roche en 1990, Doug Polen en 1991 et 1992, Carl Fogarty en 1994, 1995, 1998 et 1999, Troy Corser en 1996, Troy Bayliss en 2001, 2006 et 2008, Neil Hodgson en 2003, James Toseland en 2004, Carlos Checa en 2011.
Ducati annonce sa venue en MotoGP (remplaçant les anciens GP de 500) en 2003. Catégorie extrêmement disputée entre Honda, Yamaha, Kawasaki, Suzuki et Aprilia à laquelle Ducati décide de s'attaquer avec une toute nouvelle moto : la Desmosedici à moteur V4 avec laquelle Loris Capirossi, lors de la première année de participation de la marque à ce niveau, se permet de remporter un Grand Prix et de porter la marque à la deuxième position du championnat constructeur. Avec l'abaissement de la cylindrée à 800 cm3, Ducati enfonce le clou avec une nouvelle Desmosedici qui impressionne par sa vitesse de pointe (Loris Capirossi a été chronométré à 347,4 km/h sur la ligne droite du circuit de Catalogne). Casey Stoner remporte le titre de champion du monde 2007 au guidon de sa Ducati.
En 2011, la marque accueille Valentino Rossi, mais les résultats s'effondrent. Les tentatives de modifications drastiques de la moto (la GP11) n'apportent pas les résultats escomptés et Ducati s'enlise. Troisième du championnat Teams, l'équipe officielle n'aura décroché que deux troisièmes places — une pour Valentino Rossi, l'autre pour Nicky Hayden — le début de la saison 2012 doit être l'année du rebond et Ducati profite de la modification du règlement technique (qui consent notamment une cylindrée maximale de 1 000 cm3) pour revoir sa copie : fini le cadre monocoque en carbone, place au Deltabox en aluminium ; le moteur est lui aussi repensé, avec un angle plus classique de 90°. Présentée le 19 mars à la presse, la GP12 arbore les couleurs de l'Italie, comme pour conserver une façon de se démarquer des machines japonaises dont elle épouse à présent les grandes lignes.
En 2016, la Desmosedici bat le record de vitesse maximale sur circuit en catégorie MotoGP. Le record a lieu sur le rapide circuit international de Losail au Qatar où le pilote italien Andrea Iannone atteint la vitesse de 351,2 km/h.
En mars 2021, au guidon de sa Ducati Desmosedici, le Français Johann Zarco bat le record de vitesse en MotoGP en atteignant les 364,2 km/h sur le circuit international de Losail.
Lors de la dernière course MotoGP de la saison 2022, Francesco Bagnaia remporte le titre de champion du monde, quinze ans après Casey Stoner, tandis que Ducati enlève le championnat constructeur. Le doublé est de nouveau réalisé en 2023 où Francesco Bagnaia remporte son second titre et Ducati écrase la concurrence, avec 700 points au classement constructeur et 327 points d’avance sur KTM deuxième, ne laissant échapper que 3 courses principales et 4 sprints.

## Galerie

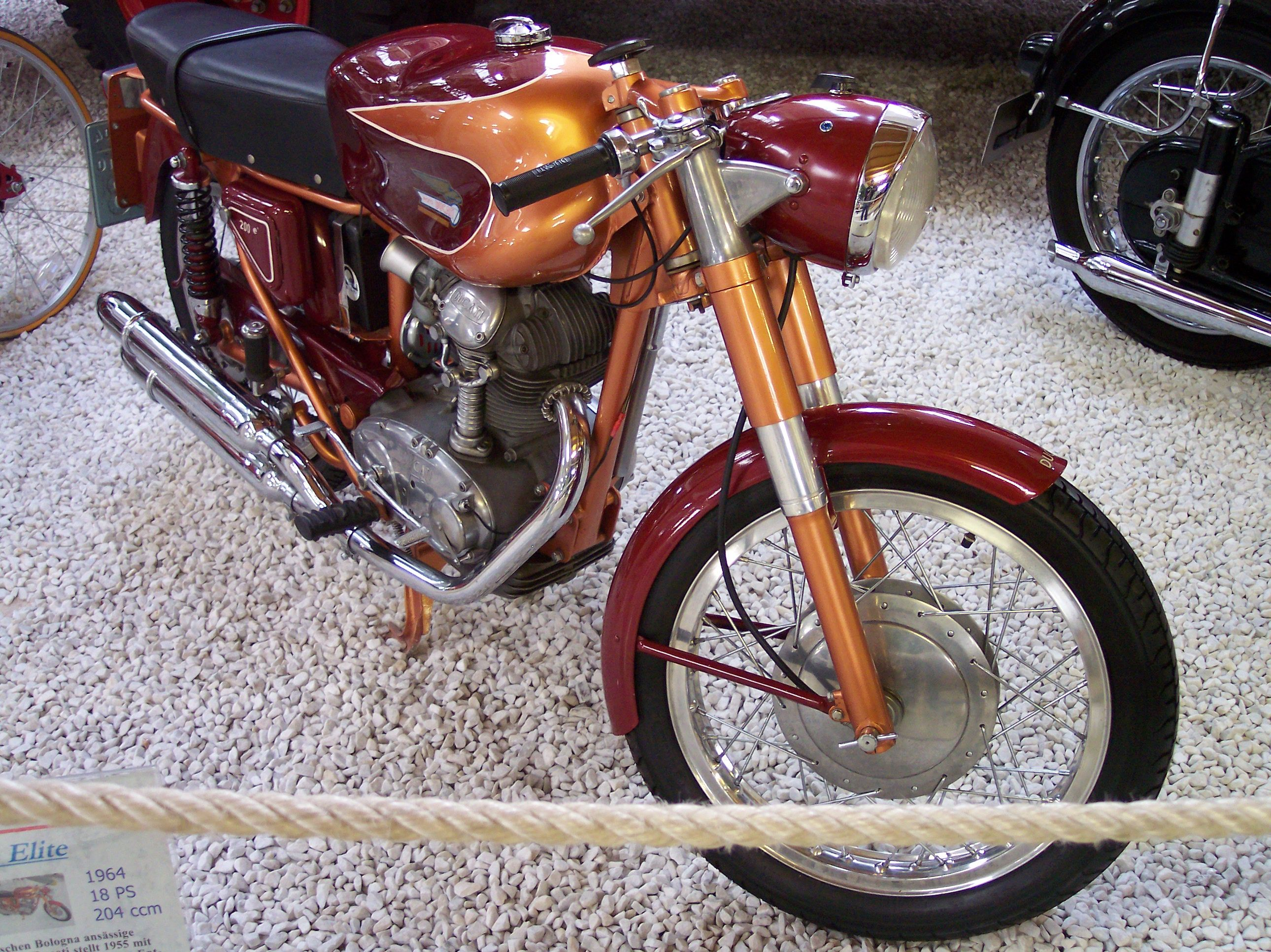
200 Elite.
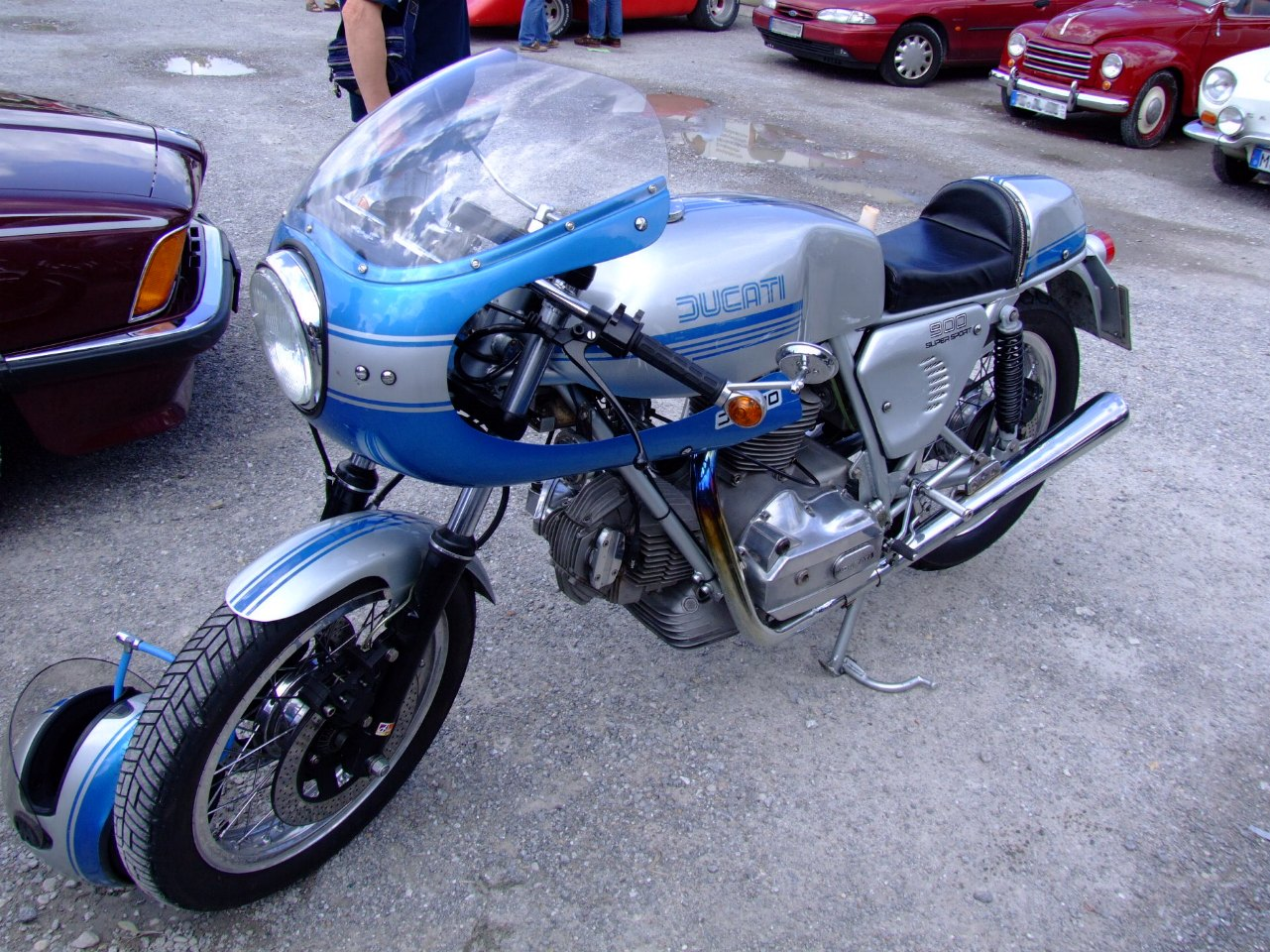
900 Supersport.
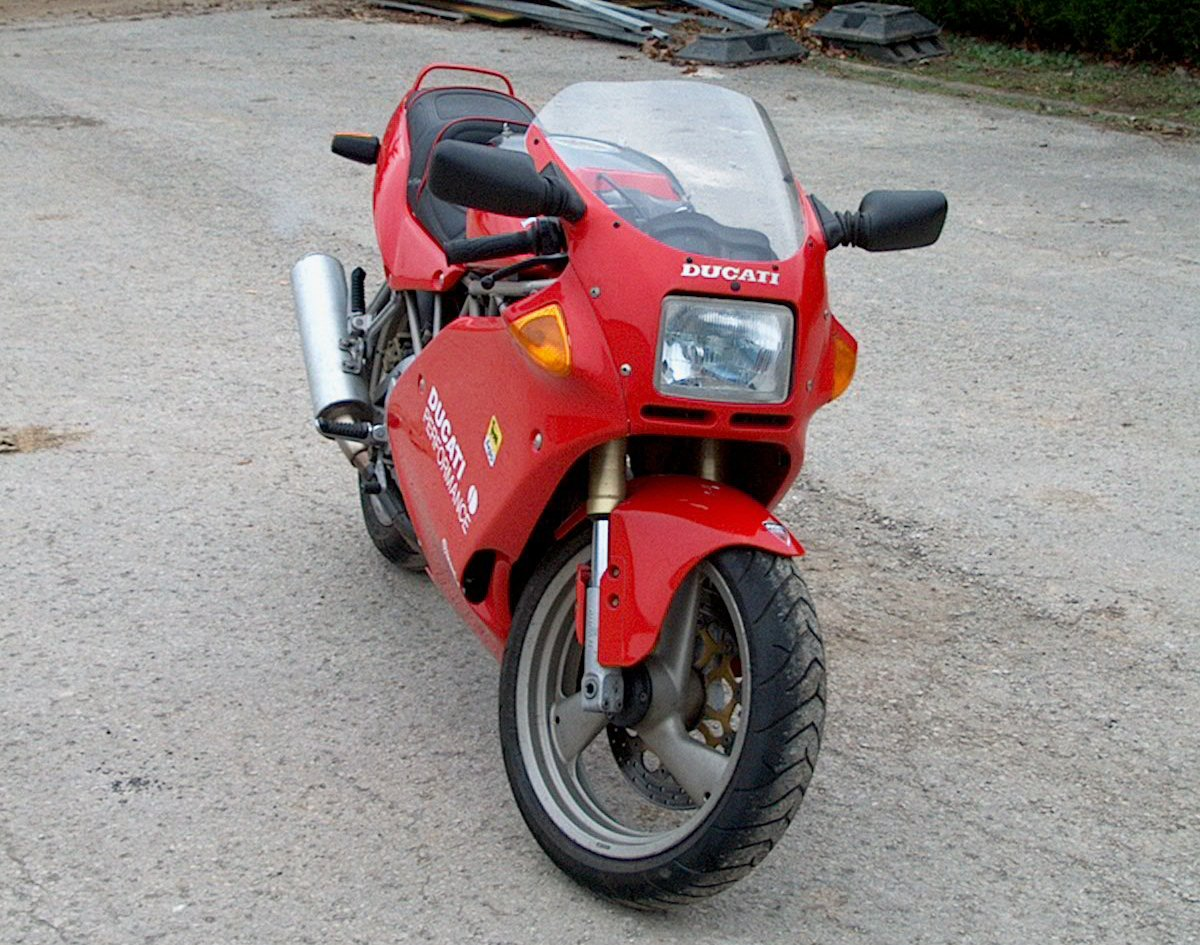
600 Supersport.
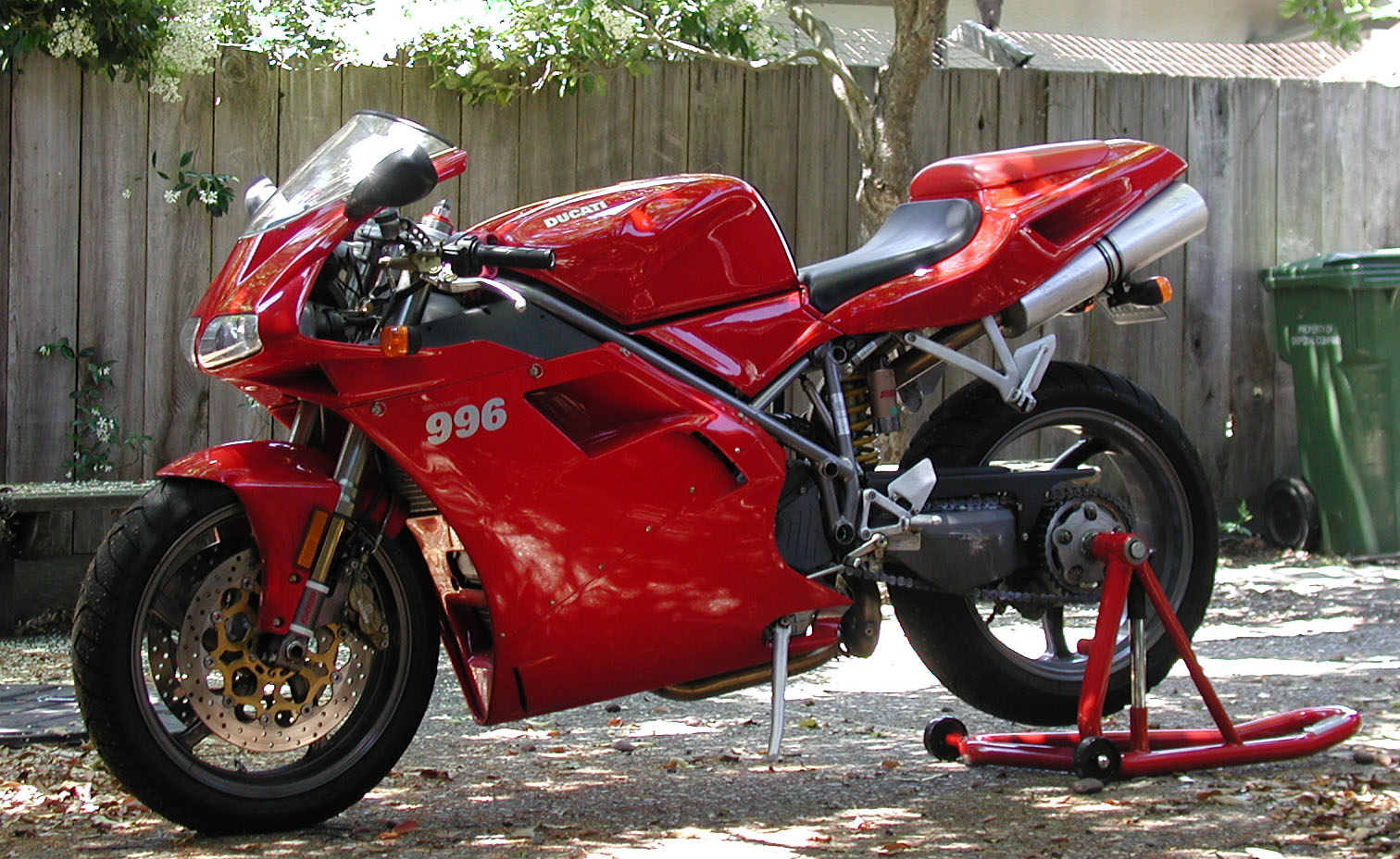
996.
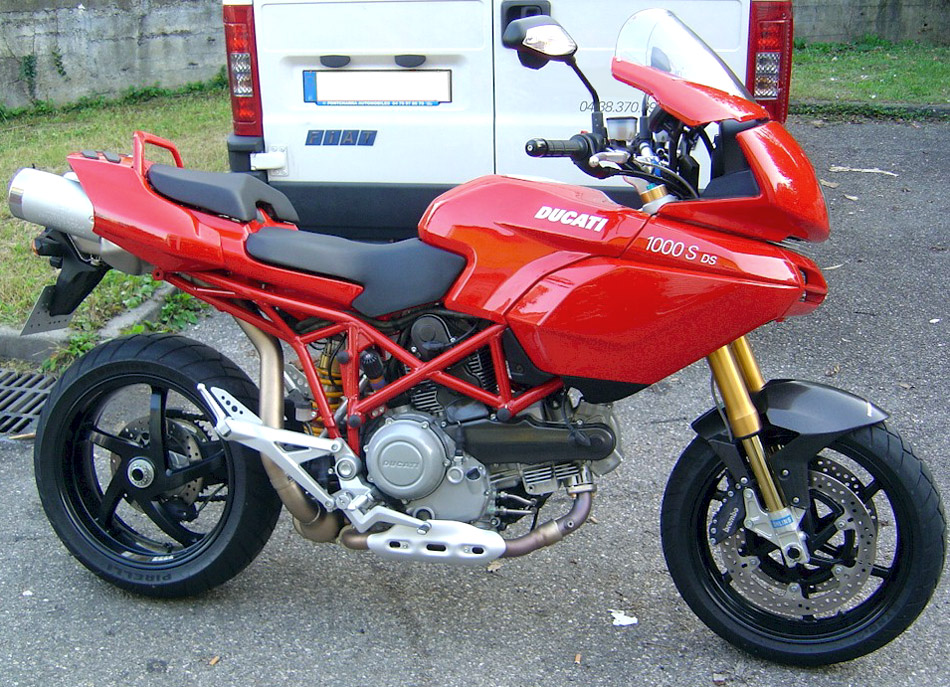
1000 Multistrada S.
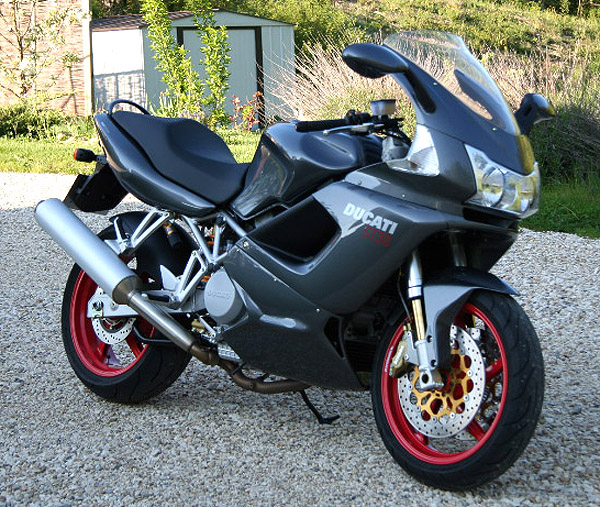
ST3s.
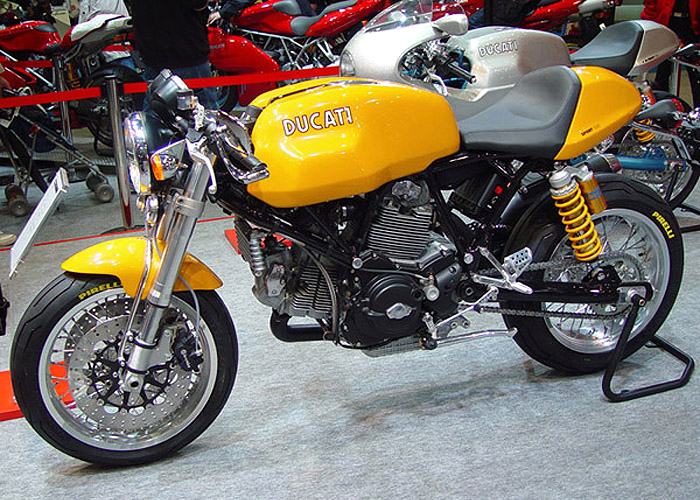
1000 Sport.